# 高橋虫麻呂
高橋 虫麻呂（たかはし の むしまろ、生没年不詳）は、奈良時代の歌人。姓は連。

## 概要
高橋氏（高橋連）は物部氏の一族である神別氏族。
『万葉集』巻9に、虫麻呂作の「検税使大伴卿登筑波山時歌」（長歌1首・短歌1首）がある。この「大伴卿」を大伴旅人に比定する説によれば、養老3年（719年）頃に虫麻呂が常陸国にいたこととなり、当時の常陸守・藤原宇合の下僚であった可能性が論じられてきた。しかし、検税使の史料初出が『撰定交替式』によると天平6年（734年）であることから、養老3年まで遡れないとする考え方や、加えて『万葉集』の当該作品の前に天平3年（731年）の歌が配列されていることからも、虫麻呂の作品を天平6-7年のものとして、「大伴卿」を大伴道足や大伴牛養に比定する説もある。
『万葉集』に34首の作品が入集し、そのうち長歌が14首・旋頭歌が1首である。巻6の2首目からは「虫麻呂の歌（＝高橋連虫麻呂歌集）の中に出ず」として載せている（巻6の1首目は笠金村の歌）。下総国真間（現在の千葉県市川市）の手児奈（てこな）の歌や、摂津国葦屋（現在の兵庫県芦屋市）の菟原処女（うないおとめ）の歌など、地方の伝説や人事を詠んだ歌が多い。虫麻呂が歌に詠んだ地域は、常陸国から駿河国にかけての東国と、摂津国・河内国・平城京などである。

## 関連文献
- 中西進『旅に棲む 高橋虫麻呂論』角川書店、1985年。中公文庫、1993年。「著作集27」四季社、2010年
- 犬養孝『万葉の歌人 高橋虫麻呂』世界思想社、1997年。